# Oficina de las Naciones Unidas en Viena

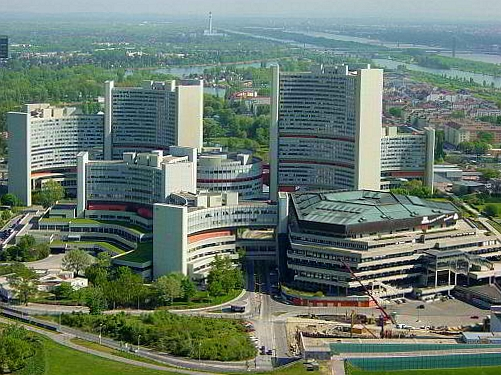
Sede de la ONU en Viena conocida como UNO-City

La Oficina de las Naciones Unidas en Viena (UNOV) fue establecida el 1 de enero de 1980 como tercera sede de las Naciones Unidas después de Nueva York y Ginebra, y antes de Nairobi. La oficina desempeña funciones de representación y enlace con las misiones permanentes ante las Naciones Unidas en Viena, el gobierno anfitrión, las organizaciones intergubernamentales y las organizaciones no gubernamentales con sede en Viena.
La ONUV administra y ejecuta el programa de las Naciones Unidas internacionalmente con fines pacíficos y presta servicios comunes (como servicios de conferencias, servicios de información, servicios de seguridad y vigilancia, servicios de adquisición y servicios de apoyo general) a las organizaciones con sede en el Centro Internacional de Viena.
La ONUV colabora estrechamente con la Oficina de Naciones Unidas contra la Droga y el Delito (ONUDD). Una División de Gestión común, además de estos, presta apoyo a las dos organizaciones mediante servicios de gestión de recursos financieros, servicios de gestión de los recursos humanos y servicios para la tecnología de la información y las comunicaciones. La Comisión de Estupefacientes de Naciones unidas se reúne en La UNOV. 
La directora general de la ONUV es la Sra. Ghada Waly, de Egipto, que asumió el cargo el 1 de febrero de 2020. La Sra. Ghada Waly también desempeña las funciones de Directora Ejecutiva de la ONUDD. Ghada Waly fue precedida en estos cargos entre 2010 y 2019 por Yury Fedotov de la Federación de Rusia.
Se ofrecen visitas guiadas de lunes a viernes, a las 11.00, 14.00 y 15.30 horas, al Centro Internacional de Viena (VIC por sus siglas en inglés), el complejo de edificios que alberga, entre otros organismos vinculados a las Naciones Unidas, la Oficina de las Naciones Unidas en Viena.